# Les méthodes actives dans la pédagogie des adultes
 (juillet 2025).
Motif : Absence de sources centrées
- Archive Wikiwix
- Bing
- Cairn
- DuckDuckGo
- E. Universalis
- Gallica
- Google
- G. Books
- G. News
- G. Scholar
- Persée
- Qwant
- (zh) Baidu
- (ru) Yandex
- (wd) trouver des œuvres sur Wikidata

| 1. | Préciser le motif de la pose du bandeau. | Précisez le motif de la pose du bandeau en utilisant la syntaxe suivante : {{admissibilité à vérifier\|date=juillet 2025\|motif=remplacez ce texte par le motif}}                                                       |
| 2. | Informer les utilisateurs concernés.     | Pensez à avertir le créateur de l'article, par exemple, en insérant le code ci-dessous sur sa page de discussion : {{subst:avertissement admissibilité à vérifier\|Les méthodes actives dans la pédagogie des adultes}} |

Les méthodes actives dans la pédagogie des adultes est un ouvrage du psycho-sociologue et psychopédagogue français Roger Mucchielli traitant des techniques d'apprentissage et d'assimilation des connaissances chez l'adulte. 

## Définition du concept de pédagogie des adultes
Dans cet ouvrage de référence qui a connu de nombreuses rééditions, Roger Mucchielli définit les concepts d'un enseignement adapté aux adultes. Il présente les particularités de ce type de population, les bases essentielles au bon déroulement d'une formation, les ressorts de la motivation, ce qu'est et ce que signifie 'l'acte d'apprendre'.
Il aborde ainsi de manière précise la façon d'établir un plan de formation, de contrôler les acquis des participants, de savoir évaluer les changements et de pratiquer l'auto-évaluation. Deux concepts sont mis en avant : d'abord acquérir des connaissances, c'est-à-dire 'd'apprendre à apprendre' mais aussi d'agir sur le comportement pour 'apprendre à devenir' pour augmenter les capacités individuelles dans le cadre d'un développement personnel.